# Підлісне (Богодухівський район)
Підлі́сне (до 1959 р. — Новий Париж, до 1820 р. Колонтовка) — село в Україні, у Коломацькій селищній громаді Богодухівського району Харківської області. Населення становить 51 осіб. До 2017 орган місцевого самоврядування — Шелестівська сільська рада.

## Географія
Село Підлісне примикає до сіл Бардаківка і Пащенівка, на відстані 2 км розташоване село Шелестове. До села примикає великий лісовий масив (дуб). Поруч із селом проходить залізниця, станція Платформа 80 км.

## Історія
12 червня 2020 року, розпорядженням Кабінету Міністрів України № 725-р «Про визначення адміністративних центрів та затвердження територій територіальних громад Харківської області», увійшло до складу Коломацької селищної громади.
19 липня 2020 року, в результаті адміністративно-територіальної реформи і ліквідації Коломацького району, село увійшло до складу Богодухівського району.